# Johann Christoph Erbstein
Johann Christoph Erbstein (* 30. November 1720 in Langensalza; † 1. August 1805 in Wehlen bei Pirna) war ein deutscher evangelisch-lutherischer Geistlicher und Theologe.

## Leben
Johann Christoph Erbstein war der Sohn des Tuchhändlers Tobias Erbstein. Er studierte in Jena, Erlangen und Wittenberg Theologie und erlangte den Magistergrad. Von 1751 bis 1799 war er Pfarrer in Wehlen. Er publizierte zahlreiche theologische Schriften sowie Erbauungsliteratur.
Sein Sohn war der Buchhändler, Historiker und Numismatiker Karl Friedrich Wilhelm Erbstein.

## Veröffentlichungen (Auswahl)
- Lobrede auf die Buchdruckerkunst. 1740
- Die unerforschlichen Wege einer weisen und gütigen Vorsehung in Austheilung des Ehesegens, bey der Entbindung der Reichsgräfin von Rex, wider die wichtigen Einwürfe gerettet. 1750
- Matthilda, ein Auszug aus dem Clemens Romanus. 1752
- Nützlicher Zeitvertreib für Theologen, in Briefen. 1767–1768
- Versuch über die Frage, ob unser Erlöser habe sündigen können? Wider Herrn Döderlein. 1787
- Wörterbuch über das Neue Testament für den Bürger und Landmann, nebst einer kleinen Einleitung in dieses Buch. Meißen 1792